# Schiffslift

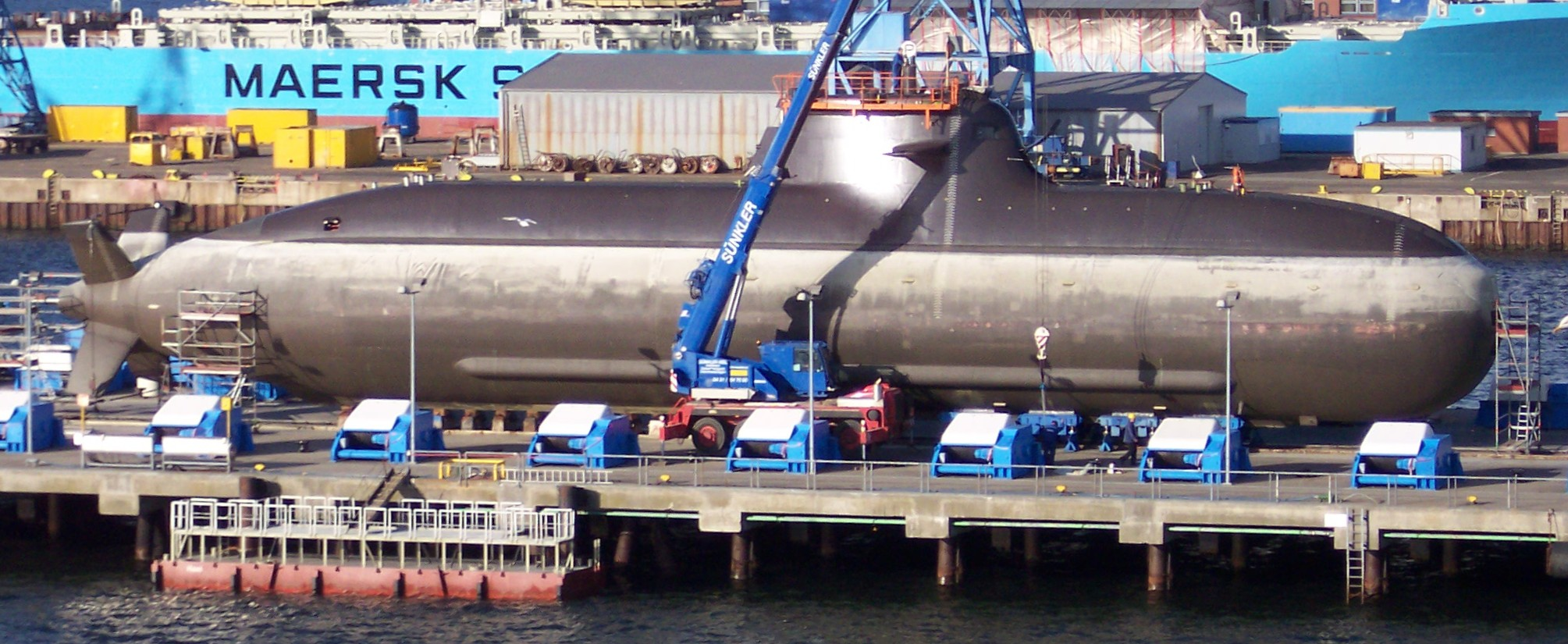
U-Boot auf einem Schiffslift bei HDW Kiel

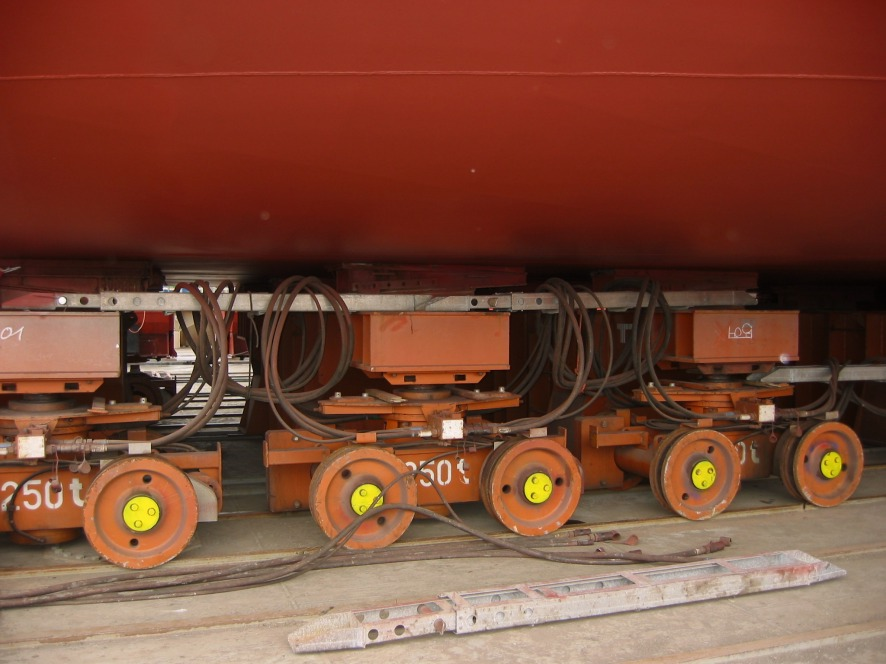
Transportsystem auf einem Schiffslift

Ein Schiffslift, nicht zu verwechseln mit einem Schiffshebewerk, ist eine Vorrichtung, um Schiffe aus dem Wasser zu heben. Er ist als vollwertiger Ersatz für ein Trocken- oder Schwimmdock oder eine Helling anzusehen. Kleinere Lifte werden als Stevendock benutzt.

## Konstruktion
Ein Schiffslift besteht aus einer Plattform, die unter Wasser abgesenkt und mittels an Land angebrachter Seilwinden vertikal bewegt wird. Auf dem Lift befindet sich meist ein Transportsystem, auf dem das Schiff anschließend an Land gezogen und auf einem quer zum Schiff verlaufenden Schienensystem zu seinem Reparaturplatz verschoben wird. Durch diese Einrichtung können mit dem Schiffslift nacheinander mehrere Schiffe an Land gesetzt werden. Die größte Anlage wurde 1996 auf der Volkswerft Stralsund installiert. Sie hat ein Hebevermögen von rund 24.000 Tonnen.
Ein führender Hersteller von Schiffsliften ist die Maschinenfabrik Bröhl in Brohl-Lützing.